# Torre Vasco da Gama
La Torre Vasco da Gama és una torre de 150 m d'alçada, a la vora del riu Tajo, en ple Parque das Nações, a Lisboa (Portugal), amb motiu de l'Expo '98. Va ser projectada per a homenatjar els descobridors portuguesos en coherència amb el tema de l'exposició «oceans: patrimoni mundial». Els arquitectes Leonor Janeiro i Nick Jacobs van dissenyar els plans i supervisar la construcció. Després de l'exposició es va mantenir el restaurant. És la torre més alt de tot Portugal.
L'any 2006, l'ajuntament va autoritzar la construcció d'un hotel a costat de la torre. Això va ser un encàrrec important per l'arquitecte Nuno Leonidas: crear un equilibri entre la torre d'arquitectura molt lleugera amb un volum massís. Les obres van començar el 2009 i l'hotel Myriad de 143 m es va obrir el novembre de 2012. El restaurant panòràmic damunt de la torre, tancat des de 2001 també va reborir en aquest ocasió.